# Peter Farazijn
Peter Farazijn (né le 27 janvier 1969 à Dixmude) est un ancien coureur cycliste belge.

## Biographie
Pater Farazijn passe professionnel en 1991 dans l'équipe Weinmann. Après une saison chez Telekom, il rejoint en 1993 la formation Lotto dans laquelle il restera six saisons. Il y remporte son unique victoire professionnelle, le Grand Prix de Wallonie 1994. Il participe également à sept Tours de France consécutifs, avec pour meilleur résultat une dix-neuvième place en 1998. En 1999, il est engagé par l'équipe Cofidis en compagnie de son coéquipier chez Lotto Steve De Wolf. Il réalise une excellente saison 2000, avec des places d'honneur sur la Flèche wallonne (6e), Gand-Wevelgem (8e), la Classique de Saint-Sébastien (10e) et Liège-Bastogne-Liège (12e).
En 2004, il ne figure pas dans la sélection de l'équipe Cofidis pour le Tour de France, Matthew White lui étant préféré. Celui-ci chute cependant lors de la parade des coureurs. Appelé par le manager de l'équipe Alain Bondue, alors qu'il assiste à une spéciale du Rallye d'Ypres, il rejoint la course à Liège une heure avant le départ, pour participer à son dernier Tour de France. Il le conclut à la 107e place.
Après sept années, son contrat n'étant pas renouvelé fin 2005 il met un terme à sa carrière à 36 ans, après quinze saisons professionnelles.
Son fils Maxime est coureur cycliste professionnel de 2016 à 2018, tandis que sa fille Pauline est membre de l'encadrement de l'équipe Deceuninck-Quick Step.

## Palmarès

### Palmarès amateur
- 1989
  - 2e du Tour du Hainaut occidental
- 1990
  - 1re étape des Deux Jours du Gaverstreek
  - Circuit des régions flamandes
  - 2e de la Flèche flamande
  - 2e du Circuit Het Volk amateurs
  - 3e de la Course des chats
  - 3e du Trophée cycliste international Jerry Blondel

### Palmarès professionnel
- 1994
  - Grand Prix de Wallonie
- 1996
  - 3e du Tour d'Andalousie
- 2000
  - 6e de la Flèche wallonne
  - 10e de la Classique de Saint-Sébastien
- 2001
  - 2e du Samyn

## Résultats sur les grands tours

### Tour de France
8 participations
- 1993 : 135e et lanterne rouge
- 1994 : abandon (14e étape)
- 1995 : 105e
- 1996 : 122e
- 1997 : 39e
- 1998 : 19e
- 1999 : 63e
- 2004 : 107e

### Tour d'Italie
1 participation
- 1992 : 74e

### Tour d'Espagne
2 participations
- 2001 : 58e
- 2003 : non-partant (14e étape)